# Hunters graszanger
Hunters graszanger (Cisticola hunteri) is een zangvogel uit de familie Cisticolidae. Deze vogel is genoemd naar zijn ontdekker, de Britse amateur natuuronderzoeker Henry Charles Vicars Hunter (1861-1934).

## Verspreiding en leefgebied
Deze soort komt voor in het oosten van Afrika in oostelijk Oeganda, zuidwestelijk Kenia en noordelijk Tanzania.

## Status
De grootte van de populatie is niet gekwantificeerd maar de soort wordt omschreven als algemeen tot zeer algemeen. Op de Rode lijst van de IUCN heeft deze soort de status niet bedreigd.